# Meänkieli
Cet article concerne le parler finnois tornédalien. Pour le peuple tornédalien, voir Tornédaliens.
Le meänkieli (qui signifie « notre langue ») ou finnois tornédalien est une langue finno-ougrienne très proche du finnois et parlée par les Tornédaliens, un groupe linguistique de Suède vivant principalement en Tornédalie, une région située à la frontière finlandaise.
Le meänkieli se distingue principalement du finnois standard par une absence de développements modernes de cette langue lors des XIXe et XXe siècles. Il contient également beaucoup d'emprunts du suédois, concernant des termes de la vie quotidienne, tels que ampulansi pour « ambulance ». Cependant, la fréquence des emprunts n'est pas exceptionnellement importante, une fois comparé à celle d'autres dialectes finnois. Par exemple, le dialecte de Rauma (en) a, à peu près, une fréquence égale d'emprunts avec le meänkieli. Ce dernier ne possède pas, non plus, deux des cas grammaticaux utilisés dans le finnois standard, à savoir le comitatif et l'instructif (du reste, ceux-ci ne sont employés en Finlande, la plupart du temps, que dans les langues littéraire et officielle et dans des expressions figées).
En Finlande, le meänkieli est généralement perçu comme un dialecte du finnois septentrional. On trouve également un dialecte du meänkieli parlé autour de Gällivare qui diffère encore plus du finnois standard.